# Kanodzso va uszo o aisiszugiteru
A Kanodzso va uszo o aisiszugiteru (カノジョは嘘を愛しすぎてる; Hepburn: Kanojo wa uso o aishisugiteru; angol címén: The Liar and His Lover) japán mangasorozat, amelyet Aoki Kotomi ír és illusztrál. 2013-ban Szató Takeru, Óhara Szakurako és Miura Sóhei főszereplésével élő szereplős filmet forgattak belőle. A mangából több mint hárommillió példány fogyott. 2016-ban a dél-koreai tvN csatorna bejelentette, hogy remake sorozatot forgat a mangából, The Liar and His Lover címmel.

## Cselekmény
Aki zseniálisnak tartott dalszerző, aki középiskolás éveiben alapított együttesének ír dalokat. Még a hivatalos debütálásuk előtt kilépett az együttesből, de továbbra is dolgozik velük zeneszerzőként. Dalai nagyon sikeresek, arcát azonban nem ismeri a közönség. A 25 éves férfi depresszióval küzd, csak akkor érzi jobban magát, ha dúdol. Egy nap véletlenül meghallja a szomorú dúdolást a 16 éves Riko, aki kihallja belőle a férfi fájdalmát. A lány első látásra azonnal beleszeret Akiba, a férfi azonban hazugságokkal próbálja meg elfedni valódi kilétét. Amikor azonban ugyanaz a zenei menedzser, aki őt felfedezte, Rikót is szerződteti, a hazugságoknak vége szakad, miközben Aki rádöbben, hogy a vidám, gyönyörű hangú lány újra értelmet adott az általa írt zenének.

## Szereplők
- Ogaszavara Aki (Szató Takeru)
- Koeda Riko (Óhara Szakurako)